# AEW TNT Championship
Het AEW TNT Championship is een kampioenschap in het professioneel worstelen dat werd georganiseerd door de Amerikaanse worstelorganisatie All Elite Wrestling (AEW). Het kampioenschap is vernoemd naar de Amerikaanse kabeltelevisiezender TNT, omdat het worstelprogramma, Dynamite, daarop wordt uitgezonden. Het kampioenschap werd officieel onthuld op 30 maart 2020.

## Geschiedenis
In september 2019, voordat AEW zijn wekelijkse televisieprogramma lanceerde, zei AEW-vicedirecteur en worstelaar Cody al dat de promotie uiteindelijk tot een televisiekampioenschap zou leiden. Op 30 maart 2020, op het YouTube-kanaal van de promotie in de serie Road to Dynamite, werd een tweede kampioenschap aangekondigd. Commentator en hoofdproducer Tony Schiavone kondigde aan dat er een 8-man-single-elimination-toernooi zou komen om de allereerste AEW TNT Champion te bekronen. Daarnaast werd het toernooischema onthuld. Het toernooi begon op 8 april 2020 met de finale op het pay-per-view (PPV)-evenement Double or Nothing. Cody en Lance Archer wonnen hun respectievelijke halve finales. In de finale won Cody van Archer op het ppv-evenement Double or Nothing. Voormalig professioneel bokser Mike Tyson overhandigde de titel aan Cody.
Op 30 december 2020, in een speciale aflevering van Dynamite getiteld 'Brodie Lee Celebration of Life', liet AEW weten het riemontwerp te hebben stopgezet dat tot dan toe was gebruikt ter ere van Huber, wiens ringnaam Brodie Lee was, de tweede TNT-kampioen die onverwachts op 26 december 2020 was overleden. Lee's laatste wedstrijd vond plaats op 7 oktober 2020 in een aflevering van Dynamite, waarin hij het TNT Championship verloor van Cody Rhodes in een Dog Collar-wedstrijd. De riem werd gegeven aan Lee's zoon, Brodie Huber. AEW-commentator Tony Schiavone zei dat een nieuw riemontwerp aan de huidige kampioen Darby Allin zou worden gepresenteerd.

## Titelgeschiedenis
| Nr. | Kampioen       | Datum             | Nr. | Stad                  | Evenement                                              | Opmerkingen |
| --- | -------------- | ----------------- | --- | --------------------- | ------------------------------------------------------ | --- |
| 1   | Cody           | 23 mei 2020       | 1   | Jacksonville, Florida | Double or Nothing                                      | Won van Lance Archer in de toernooifinales om inaugureel kampioen te worden. |
| 2   | Mr. Brodie Lee | 13 augustus 2020  | 1   | Jacksonville, Florida | Dynamite                                               | AEW erkende dat zijn regeerperiode als kampioen begon op 22 augustus 2020. |
| 3   | Cody (Rhodes)  | 7 oktober 2020    | 2   | Jacksonville, Florida | Dynamite: Chris Jericho's 30th Anniversary Celebration | Dit was een Dog Collar Match. Voor Cody's titelverdediging bij Full Gear op 7 november 2020 werd zijn ringnaam gewijzigd in Cody Rhodes, na een juridische strijd met WWE, die voorheen het handelsmerk voor de naam bezat. |
| 4   | Darby Allin    | 7 november 2020   | 1   | Jacksonville, Florida | Full Gear                                              | [ 14 ] |
| 5   | Miro           | 12 mei 2021       | 1   | Jacksonville, Florida | Dynamite                                               | [ 15 ] |
| 6   | Sammy Guevara  | 29 september 2021 | 1   | Rochester, New York   | Dynamite                                               | [ 16 ] |